# Lars Hierta (1762–1835)
Lars Hierta, född 18 oktober 1762 på Lagmansholm i Fullestads socken, död 6 november 1835 i Jönköping, var en svensk friherre, militär och ämbetsman.
Hierta blev volontär vid Dalregementet 1771, rustmästare där 1773, förare 1776 och fänrik samma år. Han blev adjutant 1779, gick 1782 i fransk tjänst och blev 1787 löjtnant vid Dalregementet. Hierta blev 1788 stabsadjutant hos sin far, kapten i armén 1789, regementskvartermästare vid Södermanlands regemente 1790, kavaljer hos hertigen av Östergötland, major vid Södermanlands regemente 1795 och sekundmajor där 1796. Han blev överstelöjtnant vid Åbo läns regemente 1796, överstelöjtnant vid Västgötadals regemente samma år och överste i armén 1809. Hierta blev sistnämnda år vice landshövding i Göteborgs och Bohus län och 1810 i Älvsborgs län, där han 1814 tillsattes som ordinarie landshövding. Han blev 1815 landshövding i Jönköpings län, varifrån han 1835 erhöll avsked. Hierta blev 1797 riddare av Svärdsorden och 1816 kommendör av Nordstjärneorden.
Lars Hierta var son till Carl Hierta och Maria Charlotta von Plomgren samt bror till Hans Järta. Han är begraven på Ljungarums kyrkogård och har en gravvård av kalksten.